# Christian Heinrich Schopper

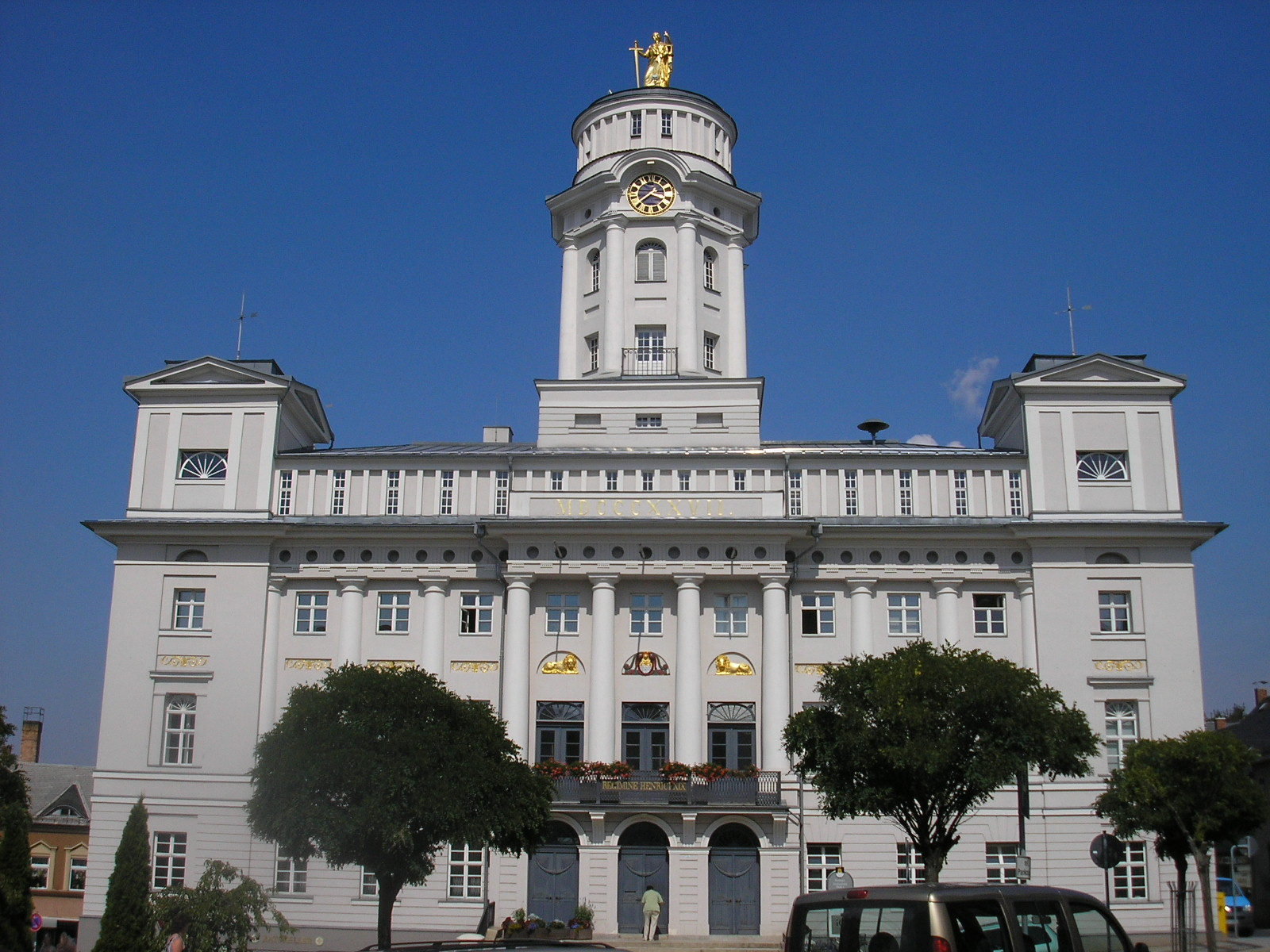
Rathaus von Zeulenroda

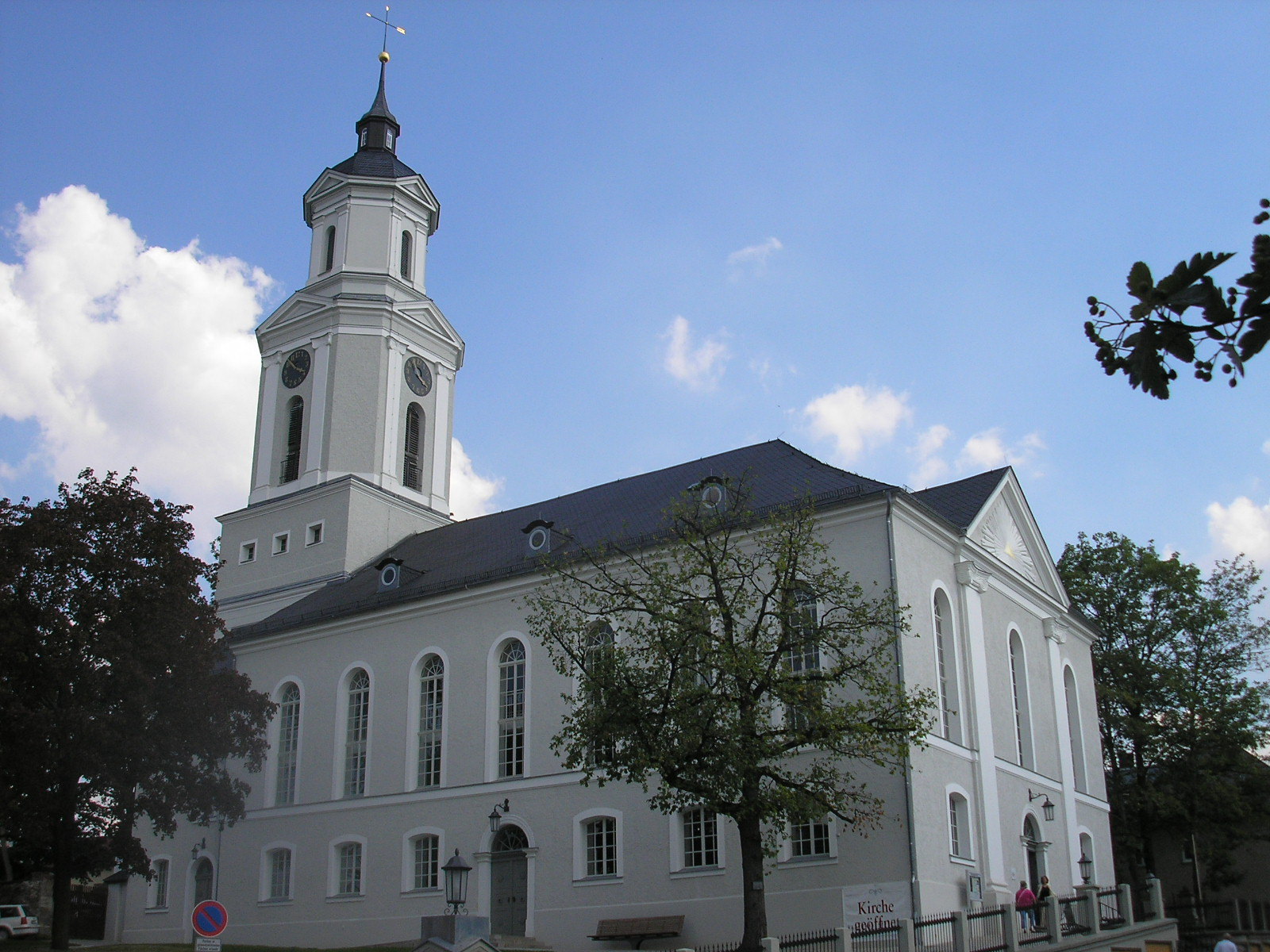
Dreieinigkeitskirche Zeulenroda

Christian Heinrich Schopper (* 1787; † 1864) war ein deutscher Strumpfwarenverleger und Baumeister in Zeulenroda in Ostthüringen.
Neben seiner unternehmerischen Tätigkeit erlernte er autodidaktisch das Bauhandwerk und entwarf unter anderem das Rathaus (errichtet 1825 bis 1828) und die Dreieinigkeitskirche (errichtet 1819 bis 1820) in Zeulenroda, die beide eine klassizistische Prägung aufweisen.